# 여과 확률 공간
확률론에서 여과 확률 공간(濾過確率空間, 영어: filtered probability space)은 어떤 순서 집합에 따라 증가하는 부분 시그마 대수들의 족이 갖추어져 있는 확률 공간이다. 대략, 시간에 따라 증가하는 (감소하지 않는) ‘지식’이 갖추어진 확률 공간으로 여길 수 있다. 이 개념을 통해, 주어진 ‘지식’ 이상을 알지 못하는 확률 과정인 마팅게일 따위를 정의할 수 있다.

## 정의
여과 확률 공간은 다음과 같은 데이터로 주어진다.
- 하계 {\displaystyle 0\in T}와 상계 {\displaystyle \infty \in T}를 갖는 전순서 집합 {\displaystyle (T,\leq )}
- 집합 {\displaystyle \Omega }
- 각 {\displaystyle t\in T}에 대하여, {\displaystyle \Omega } 위의 시그마 대수 {\displaystyle {\mathcal {F}}_{t}\subseteq \operatorname {Pow} (\Omega )}
- 확률 공간 구조 {\displaystyle (\Omega ,{\mathcal {F}}_{\infty },\Pr )}

이는 다음 조건을 만족시켜야 한다.
- {\displaystyle {\mathcal {F}}\colon T\to \operatorname {Pow} (\operatorname {Pow} (\Omega ))}는 증가 함수이다. 즉, 임의의 {\displaystyle s,t\in T}에 대하여, 만약 {\displaystyle s\leq t}라면, {\displaystyle {\mathcal {F}}_{s}\subseteq {\mathcal {F}}_{t}}이다.
- (오른쪽 연속성 右連續性 영어: right-continuity) 임의의 {\displaystyle t\in T}에 대하여, {\displaystyle \textstyle \bigcap _{t<s}{\mathcal {F}}_{s}={\mathcal {F}}_{t}}
- (완비성) {\displaystyle \textstyle \bigcup _{A\in {\mathcal {F}}_{\infty }\colon \Pr(A)=0}\operatorname {Pow} (A)\subseteq {\mathcal {F}}_{0}}

보통, {\displaystyle T=[0,\infty ]} (연속 시간) 또는 {\displaystyle T=\mathbb {N} \sqcup \{\infty \}} (이산 시간)를 사용한다.
시그마 대수는 (가산 또는 비가산) 교집합에 대하여 닫혀 있으므로, {\displaystyle T}의 하계의 존재는 크게 중요하지 않다. 만약 {\displaystyle T}에 하계가 존재하지 않는다면, 여기에 하계 {\displaystyle 0}을 추가하고,
{\displaystyle {\mathcal {F}}_{0}=\bigcap _{t\in T}{\mathcal {F}}_{t}}
를 정의할 수 있다. 반면, {\displaystyle T}의 상계의 존재는 덜 자명하다. 시그마 대수는 (가산 또는 비가산) 합집합에 대하여 닫혀 있지 않으며, 합집합으로 생성되는 시그마 대수를 취하더라도, 여기에 확률 측도가 잘 정의되는지 여부는 일반적으로 자명하지 않다. {\displaystyle T}의 상계에서의 시그마 대수 {\displaystyle {\mathcal {F}}_{\infty }}는 어떤 전지적(全知的) 인물의 지식을 나타낸다.
오른쪽 연속성과 완비성은 보다 전문적인 조건이며, 대부분의 정리들을 증명할 때 필요하다. 이들은 대략 다음과 같이 해석될 수 있다.
- 오른쪽 연속성: 현재의 지식은 모든 미래 지식들의 교집합이다. (반면, 현재의 지식은 과거의 지식들의 합집합이 아닐 수 있는데, 이는 정확히 현재에 새 정보를 알 수 있기 때문이다.)
- 완비성: 만약 어떤 사건이 불가능하다면(또는 확실하다면), 그 불가능성(또는 확실성)은 처음부터 알 수 있다.

일부 문헌에서는 이 조건들이 생략되며, 이 조건들을 만족시키는 여과 확률 공간을 ‘표준 여과 확률 공간’(영어: standard filtered probability space) 또는 ‘보통 조건을 만족시키는 여과 확률 공간’(영어: filtered probability space satisfying the usual conditions)이라고 둘러 일컫게 된다.

## 연산
전순서 집합 {\displaystyle (T,\leq )}을 지표 집합으로 하는, 완비 확률 공간 {\displaystyle (\Omega ,{\mathcal {F}},\Pr )} 위의 확률 과정 {\displaystyle (X_{t}\colon \Omega \to S)_{t\in T}}이 주어졌다고 하자. 또한, 표본 공간 {\displaystyle S}의 시그마 대수를 {\displaystyle {\mathcal {A}}\subseteq \operatorname {Pow} (S)}라고 하자. 그렇다면, {\displaystyle T\sqcup \{\infty \}} 위의, 다음과 같은 여과 확률 공간을 정의할 수 있다.
{\displaystyle {\mathcal {F}}_{\infty }={\mathcal {F}}}
{\displaystyle {\mathcal {F}}_{t}=\sigma \left(\{X_{s}^{-1}(A)\colon s\leq t,\;A\in {\mathcal {A}}\}\cup \{A\in {\mathcal {F}}\colon \Pr(A)=0\}\right)}
이를 {\displaystyle X_{t}}에 대응하는 자연 여과 확률 공간(自然濾過確率空間, 영어: natural filtered probability space)이라고 한다. 모든 확률 과정은 스스로의 자연 여과 확률 공간 위의 순응 확률 과정을 이룬다.

## 같이 보기
- 여과 (수학)
- 필터 (수학)

## 참고 문헌
- Klenke, Achim (2008). 《Probability theory》 (영어). Springer-Verlag. doi:10.1007/978-1-84800-048-3. ISBN 978-1-84800-047-6.
- Coculescu, Delia; Nikeghbali, Ashkan (2007). “Filtrations” (영어). arXiv:0712.0622. Bibcode:2007arXiv0712.0622C.